# Orion Bus Industries

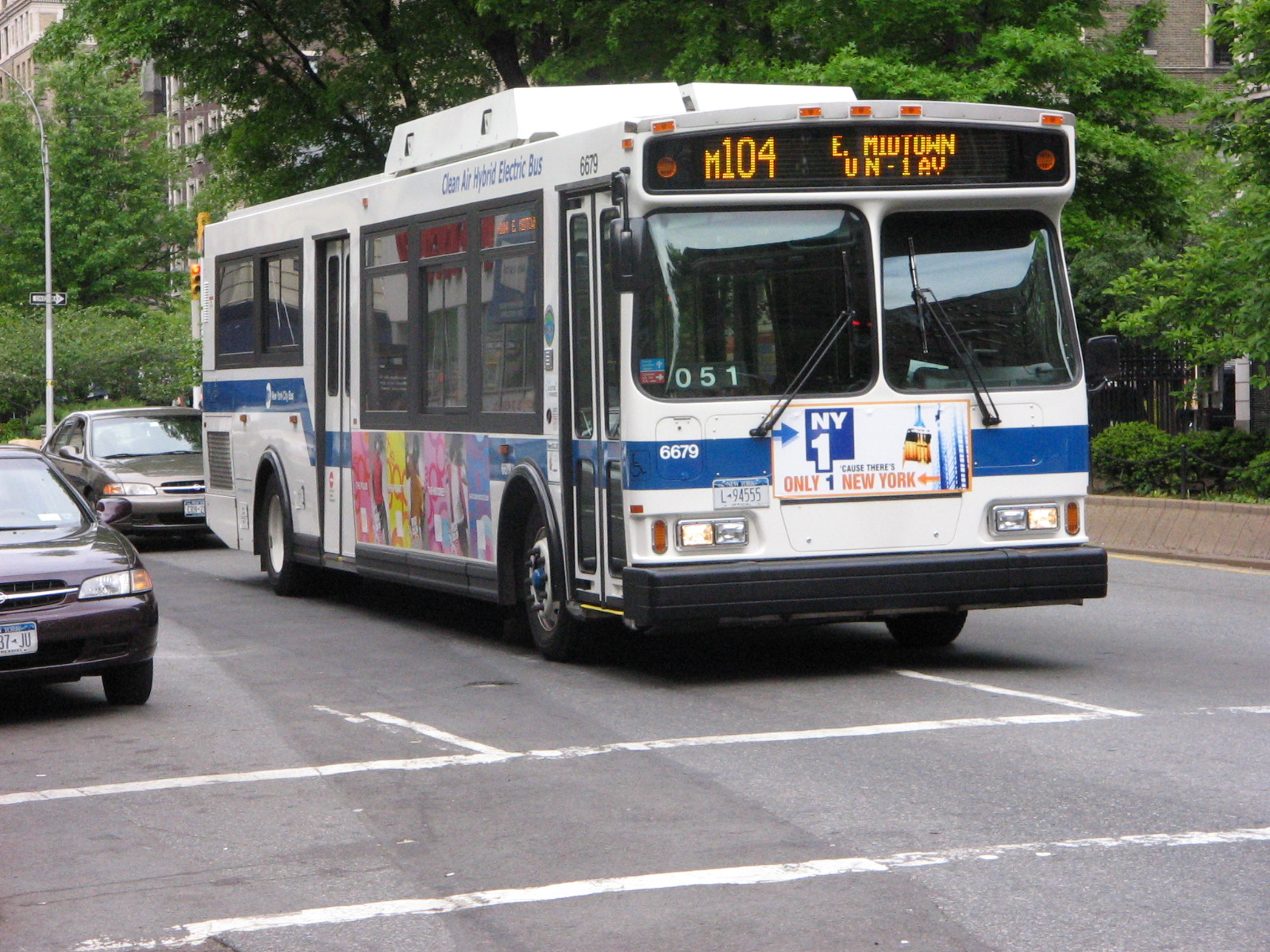
Un Orion VII Híbrido HEV (07.501), operado por la Autoridad de Tránsito de Nueva York, en Upper West Side de Manhattan.

Orion Bus Industries es un fabricante de autobuses  situado en Mississauga, Ontario, Canadá, establecido por el Gobierno de Ontario en 1975.
Fue conocida como Ontario Bus Industries hasta 1995 y fue creada para producir autobuses para las agencias de tránsito de la provincia a finales de 1970s. Desde 1990, salvo en dos pequeños pedidos para New Flyer y NovaBus, ha sido el suministrador exclusivo de autobuses de TTC.
Orion Bus Industries fue el primer fabricante de autobuses que utilizó gas natural comprimido como combustible alternativo en el modelo Orion I model en 1988 y fue también el primero en fabricar el primer híbrido eléctrico de diésel en el modelo Orion VI model, convirtiéndose así en el líder del mercado de combustibles alternativos. 
Orion fue adquirido por DaimlerChrysler en julio de 2000, y es ahora parte de DaimlerChrysler Commercial Buses North America.
| modelo | Largo y Ancho | imagen                                          | producido                   | tipo del combustible                                |
| --- | --- | ----------------------------------------------- | --------------------------- | --------------------------------------------------- |
| Orion I | 31 pies (9,45 m) • 96 plg (2,44 m), 35 pies (10,67 m) • 96 plg (2,44 m), 37 pies (11,28 m) • 96 plg (2,44 m), 40 pies (12,19 m) • 96 plg (2,44 m)                                        |                                                 | 1977–1993                   | - Diesel - Compressed natural gas                   |
| Orion II | 21,92 pies (6,68 m) • 96 plg (2,44 m), 25,92 pies (7,90 m) • 96 plg (2,44 m)[cita requerida]                                                                                             |                                                 | 1983–2003[cita requerida]   | - Diesel - Compressed natural gas                   |
| Orion III Orion-Ikarus 286 (bodies and chassis made by Ikarus to form the Ikarus 286 model, marketed as the Orion-Ikarus) | 60 pies (18,29 m) • 102 plg (2,59 m) | Crown Ikarus 286, base model used for Orion III | 1986–1989                   | - Diesel                                            |
| Orion IV | - Tractor: 37,5 pies (11,43 m) • 98,75 plg (2,51 m) - Trailer: 35,5 pies (10,82 m) • 98,75 plg (2,51 m)                                                                                  |                                                 | 1985-1986, 1988–1989        | - Liquefied petroleum gas                           |
| Orion V | 32 pies (9,75 m) • 96 plg (2,44 m), 35 pies (10,67 m) • 96 plg (2,44 m), 35 pies (10,67 m) • 102 plg (2,59 m), 40 pies (12,19 m) • 96 plg (2,44 m), 40 pies (12,19 m) • 102 plg (2,59 m) |                                                 | 1989–2009                   | - Diesel - Compressed natural gas                   |
| Orion VI | 40 pies (12,19 m) • 102 plg (2,59 m) | · Archivo:File:NYCT Orion VI 6359 Rear.jpg      | 1995–2004                   | - Diesel - Compressed natural gas - Diesel-electric |
| | 32,5 pies (9,91 m) • 102 plg (2,59 m), 35 pies (10,67 m) • 102 plg (2,59 m), 40,5 pies (12,34 m) • 102 plg (2,59 m)                                                                      | · Archivo:TTC Orion VII 7910.jpg                | 2001–2007 (original)        | - Diesel - Compressed natural gas - Diesel-electric |
| Orion VII | 32,5 pies (9,91 m) • 102 plg (2,59 m), 35 pies (10,67 m) • 102 plg (2,59 m), 40,5 pies (12,34 m) • 102 plg (2,59 m)                                                                      |                                                 | 2007–2011 (Next Generation) | - Diesel - Compressed natural gas - Diesel-electric |
| | 32,5 pies (9,91 m) • 102 plg (2,59 m), 35 pies (10,67 m) • 102 plg (2,59 m), 40,5 pies (12,34 m) • 102 plg (2,59 m)                                                                      | 2010-2013 (EPA10)                               |                             | - Diesel - Compressed natural gas - Diesel-electric |